# يانوس كولار
يانوس كولار (ولد في 7 يونيو 1956) هو عالم رياضيات هنغاري متخصص في الهندسة الجبرية.